# Ordre mystique du temple de la rose-croix
L'ordre mystique du temple de la rose-croix est un ordre ésotérique dont la première forme a été fondée en 1912.

## Historique

### Fondation
Fondé en 1912 par Annie Besant, Marie Russak et James Wedgwood, l'ordre du temple de la rose-croix a pour but de toucher la perfection humaine. Néanmoins, en relation avec les problèmes de l’Angleterre pendant la Première Guerre mondiale, le projet est mis en suspens.
Annie Besant retourne à ses activités de présidente mondiale de la Société théosophique, Wedgwood continue son travail au sein de l’église catholique et Russak travaille en Californie avec Harvey Spencer Lewis, lesquels contribuent à l’élaboration des rituels de l’ordre Rose-Croix AMORC. Vers la fin du XXe siècle, en Amérique du Sud, l’intérêt envers les ordres initiatiques reprend, en particulier ceux en relation avec les traditions spirituelles occidentales. Un membre de la Société théosophique, connu dans les cercles Rose-Croix comme frater Iniciador, commence à travailler à la renaissance de l'OTRC.

### Résurgence
Au début du XXIe siècle, la renaissance de l'ordre du temple de la rose-croix amène la fondation de nouvelles communautés dans différents pays sous l'appellation « ordre mystique du temple de la rose-croix » (OMTRC). Le lancement officiel est prévu pour l’an 2012, pour le centenaire de la fondation originelle.